# Zaza Zazirov
Zaza Zazirov, né le 25 avril 1972 à Gori (Union soviétique) est un lutteur ukrainien spécialiste de la lutte libre. Il participe aux Jeux olympiques d'été de 1996 et aux Jeux olympiques d'été de 2000 en combattant dans la catégorie des -68 kg. En 1996, il décroche la médaille de bronze.

## Palmarès

### Jeux olympiques
- Jeux olympiques de 1996 à Atlanta,  États-Unis
  -  Médaille de bronze

### Championnats du monde
- 1998  Médaille d'argent
- 1997  Médaille de bronze